# Enrico Mentana
Enrico Mentana (Milán, 15 de enero de 1955) es un periodista, presentador de televisión y escritor italiano. Es el fundador de TG5, de la que también fue director desde el 13 de enero de 1992 hasta el 11 de noviembre de 2004, desde 2010 presenta el informativo La7. En diciembre de 2018 fundó Open, una revista en línea.

## Biografía
Después de graduarse en Ciencias políticas en la Universidad de Milán, fue contratado por la redacción de la Rai en 1980. Entre sus muchos comentarios está el del matrimonio entre Carlos de Inglaterra y Diana de Gales; la primera entrevista famosa es la de la madre de Mehmet Ali Ağca inmediatamente después del ataque en la Plaza de San Pedro. De 1981 a 1987 condujo el informativo Rai 1 a las 19.30 horas del que también es redactor. En los años noventa se trasladó a Mediaset, donde fundó TG5 en Canale 5, el informativo más popular de la cadena. De 1992 a 2004, presentó y dirigió TG5, diventando uno de los periodistas más apreciados de Italia, por su claridad y perspicacia.

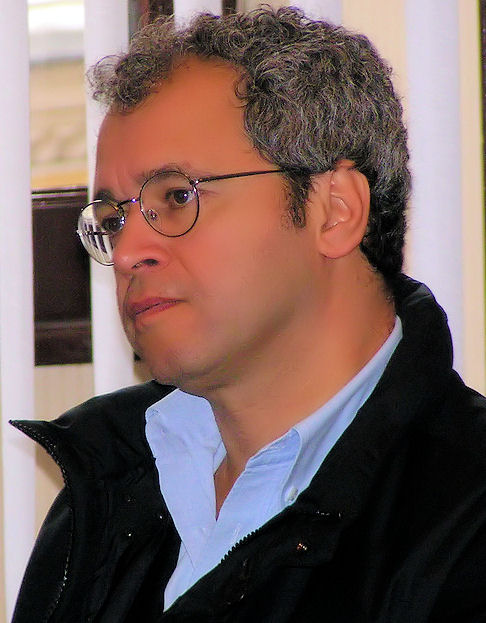
Enrico Mentana en 2004

Desde 2010 es director y presentador del noticiero de La7, que conduce todas las tardes de 19 a 21 horas.

## Vida privada
De 1992 a 2003 estuvo casado con la actriz y modelo Michela Rocco di Torrepadula, con quien tuvo cuatro hijos. Los dos se divorciaron en 2013. En 2013 se comprometió con la periodista Francesca Fagnani.